# Bordeaux-Angoulême
Bordeaux-Angoulême est une ancienne course cycliste française, organisée de 1926 à 1953 entre Bordeaux et Angoulême
Au fil des années, outre Bordeaux-Angoulême-Charentes et Bordeaux-Cognac-Angoulême, cette course s'est aussi appelée le Grand Prix Barrioullet de 1944 à 1953.

## Palmarès
| Année | Vainqueur                | Deuxième                   | Troisième            |
| ----- | ------------------------ | -------------------------- | -------------------- |
| 1926  | Victor Fontan            | Simon Tequi                | Maurice Arnoult      |
| 1934  | Emiliano Álvarez         | Emile Sainte-Marie         | Sylvain Marcaillou   |
| 1935  | Jean Fréchaut            | Demetrio Vicente Senovilla | Emiliano Álvarez     |
| 1936  | Jean Fréchaut            | Antoine Latorre            | Raymond Goubault     |
| 1937  | Luciano Montero          | Émile Clergeau             | Robert Laforgue      |
| 1938  | René Paillier            | André Bramard              | Bonaventura Bon      |
| 1939  | Vital Jean René Bouchard | Robert Oubron              | Gabriel Claverie     |
| 1941  | Lucien Le Guével         | Claude Goutal              | Lucien Lauk          |
| 1942  | Albertin Dissaux         | Guillaume Godère           | Georges Blum         |
| 1943  | Robert Bonnaventure      | Édouard Muller             | Sylvère Jezo         |
| 1944  | Robert Béliard           | Jacques Pras               | Paul Petit           |
| 1945  | Antoine Latorre          | Jean Taris                 | Georges Sérès        |
| 1946  | André Danguillaume       | Henri Pellabout            | Georges Salic        |
| 1947  | Jacques Pras             | Georges Sérès              | Jean Taris           |
| 1948  | Jean Valentin            | Jacques Pras               | Guy Allory           |
| 1949  | Pierre Proust            | Stanislas Urbaniak         | Guy Allory           |
| 1950  | Albert Dolhats           | Pierre Mancicidor          | Abel Trouillet       |
| 1951  | Albert Dolhats           | Henri Aubry                | Roger Durand         |
| 1952  | Daniel Dihars            | André Dupré                | Guy Allory           |
| 1953  | Hervé Prouzet            | Julien Vasquez             | Armand Darnauguilhem |